# National Solidarity Party

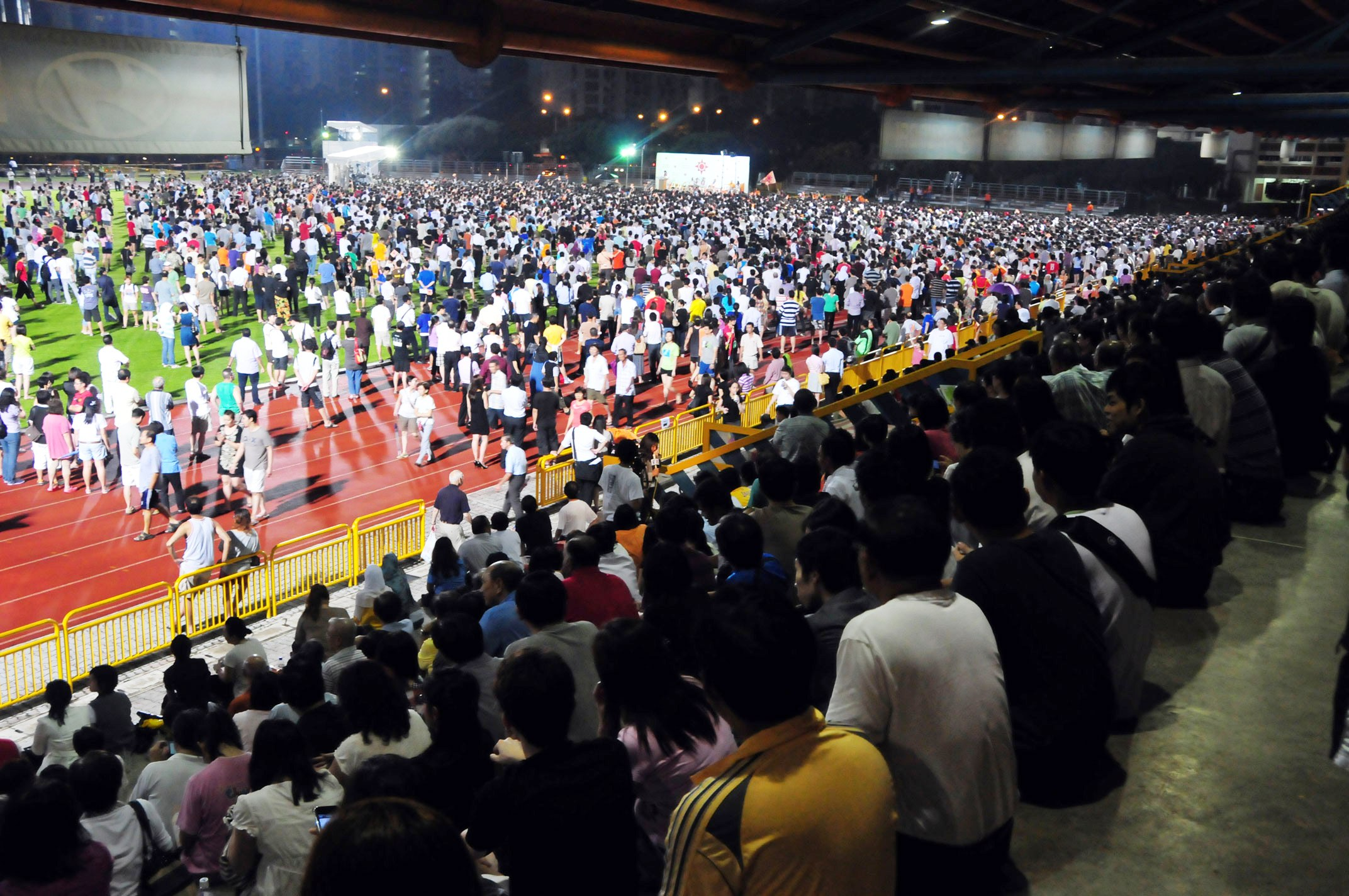
Versammlung der National Solidarity Party im Tampines Stadium, Singapur, vor den Wahlen in Singapur 2011

Die National Solidarity Party (abgekürzt NSP; chin.: 国民团结党; mal.:Parti Perpaduan Nasional) ist eine der Oppositionsparteien in Singapur. Die Mitte-links Partei wurde 1987 gegründet. Die Partei war von 2001 bis 2007 Teil des Parteienbündnisses Singapore Democratic Alliance.

## Parlamentswahl 2011
2007 beschloss die NSP, sich aus der SDA zurückzuziehen, um „neue Möglichkeiten zu erkunden, um die NSP zu manövrieren, neu zu konstruieren und wieder aufzubauen“. Sebastian Teo übernahm auch die Führung der Partei von Steve Chia. Die Partei erhielt eine neue kollektive Farbe Orange für ihr Aktivitäts-Trikot als Zeichen von Vitalität, Wiedergeburt und Einheit. Der Newsletter erfuhr eine Transformation und nahm den neuen Namen North Star an.
Bei den Wahlen 2011 stellte die Partei die meisten Kandidaten aller Oppositionsparteien für die Wahl auf. 24 Kandidaten kämpften in vier Wahlkreisen der Gruppenvertretung (Chua Chu Kang GRC, Jurong GRC, Marine Parade GRC und Tampines GRC) und vier Wahlkreisen mit einem Mitglied (Mountbatten SMC, Pioneer SMC, Radin Mas SMC und Whampoa SMC; letzteres war derzeit nicht mehr vorhanden). Diese Wahl führte zu einer Zunahme der Wahlunterstützung für die NSP, insbesondere durch die Unterstützung der neu gebildeten Reformpartei zusammen mit ihren Anhängern. Die Partei wurde von dem damaligen Generalsekretär Goh Meng Seng (einem ehemaligen WP-Kandidaten und derzeit Vorsitzender der People’s Power Party) geleitet und stellte prominente Kandidaten vor, darunter Nicole Seah, Hazel Poa, Tony Tan Lay Thiam und Jeanette Chong-Aruldoss.
Trotz der Aufstellung bemerkenswerter Kandidaten wie des ehemaligen Abgeordneten Cheo Chai Chen und des Unternehmers Hazel Poa forderte das undefinierbare Branding einen großen Tribut von der Partei, da es keine starke Parteimarke gab, da die Partei in allen acht umkämpften Wahlkreisen besiegt wurde. Goh trat kurz nach der Wahl von seinem Posten zurück.

## Parlamentswahl 2015
Die Partei drückte ihre Absicht aus, fünf Wahlkreise (MacPherson, Marine Parade, Pioneer, Sembawang und Tampines) zu bestreiten, aber die Partei schied kurzzeitig bei MacPherson und Marine Parade aus und verwies auf die Möglichkeit von Wettbewerben mit mehreren Ecken, die die Stimmen der amtierende Opposition WP und Verringerung der Chance für ein vielfältigeres Parlament.
Die Partei änderte später einige Tage später ihre Meinung und kündigte ihre Absicht an, MacPherson SMC unter Berufung auf die Nähe zum Wahlkreis anzufechten, wie sie dort bei den vorherigen Wahlen angefochten hatten. In einer Antwort traten einige Parteimitglieder, wie der amtierende Generalsekretär Hazel Poa und ein KEK-Mitglied Fazli Talip, aus der NSP aus und führten an, dass sie sich einer sehr kontroversen Entscheidung, MacPherson anzufechten, entschieden widersetzten. Die Partei stellte zunächst Chia als Kandidaten auf, zog sich jedoch später am 23. August aufgrund des von ihm erhaltenen Online-Missbrauchs zurück, und die Partei wählte schließlich Cheo als Kandidaten. Vor der Wahl waren nur wenige Mitglieder zurückgetreten, darunter Nicole Seah und Jeanette Chong-Aruldoss, die später zu WP bzw. SPP kamen.
Zuvor war Lim Tean nach Poas Rücktritt zum amtierenden Generalsekretär ernannt worden, trat jedoch von seinem Amt zurück und verließ die NSP im Mai 2017 und gründete im Oktober 2018 seine neue Partei Peoples Voice (PVP).

## Parlamentswahl 2020
Die Partei stellte insgesamt 10 Kandidaten auf und bestritt bei den Wahlen 2020 Sembawang und Tampines. Die Partei bekundete auch Interesse daran, MacPherson und Pioneer zu bestreiten, aber beide zogen die People’s Power Party und die Progress Singapore Party zurück und unterstützten sie. Vor den Wahlen trat Steve Chia ebenfalls aus der NSP aus, nahm an der Singapore People’s Party teil und wurde ein Jahr später neuer Generalsekretär.
Am Wahltag am 10. Juli gewann die Partei keine GRCs, verbesserte jedoch ihre beiden Anteile für die Volksabstimmung und den Gesamtstimmenanteil um 25,27 % bzw. 3,53 % auf 33,15 % bzw. 3,76 %. Das frühere NSP- und jetzt PSP-Mitglied Hazel Poa wurde jedoch nicht in der GRC an der West Coast gewählt (deren Team vom ehemaligen PAP-Abgeordneten und Präsidentschaftskandidaten von 2011, Tan Cheng Bock, geführt), und zwar mit einem Vorsprung von etwa 4 % Poa erzielte zusammen mit Leong Mun Wai das beste Wahlergebnis unter den verlorenen Kandidaten.